# 3100 Zimmerman
A 3100 Zimmerman (ideiglenes jelöléssel 1977 EQ1) a Naprendszer kisbolygóövében található aszteroida. Nyikolaj Sztyepanovics Csernih fedezte fel 1977. március 13-án.